# Simon Njoroge Kariuki

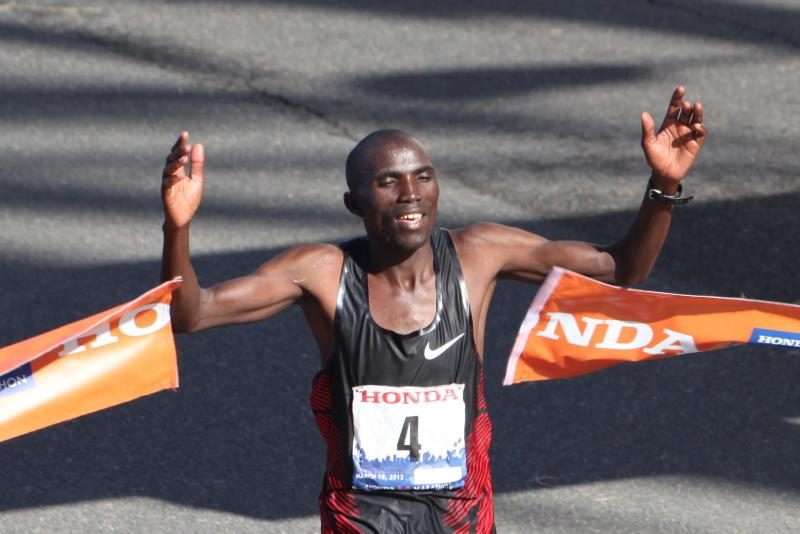
Simon Njoroge Kariuki

Simon Njoroge Kariuki (* 10. Oktober 1980) ist ein kenianischer Marathonläufer.
2007 wurde er Sechster beim Ottawa-Marathon und erzielte beim Frankfurt-Marathon, ebenfalls als Sechster, mit 2:09:46 h seine persönliche Bestzeit.
2008 wurde er Vierter beim Marrakesch-Marathon, Dritter beim Prag-Marathon und Fünfter beim Eindhoven-Marathon. Im Jahr darauf wurde er Sechster beim Tiberias-Marathon und Vierter beim La-Rochelle-Marathon, und 2010 siegte er in Tiberias.